# Lijst van voorrangsregels
Voorrangsregels behoren tot de verkeersregels. Wie in het wegverkeer voorrang verkrijgt en wie voorrang moet verlenen, wordt door deze regels bepaald.
Wanneer het verkeer of de voorrang op een of andere wijze geregeld wordt door bijvoorbeeld voorrangsborden, slagbomen, verkeerslichten of een verkeersagent, dient een dergelijke regeling gevolgd te worden. Wanneer dergelijke regelingen afwezig zijn of geen uitsluitsel bieden (de verkeerslichten zijn bijvoorbeeld uit, borden ontbreken, of twee bestuurders met groen licht kruisen elkaar alsnog) dient op de voorrangsregels te worden teruggevallen.

## Nederland
Voor bestuurders gelden in Nederland de volgende voorrangsregels:
- Op kruispunten verlenen bestuurders voorrang aan voor hen van rechts komende bestuurders.[1]
  - Deze regel geldt niet voor bestuurders die van een onverharde weg komen, zij verlenen voorrang aan bestuurders op een verharde weg.[2]
  - Deze regel geldt ook niet voor bestuurders van trams: alle overige bestuurders dienen aan trams voorrang te verlenen.[3]
- Bij overwegen laten weggebruikers een spoorvoertuig voorgaan en laten daarbij de overweg geheel vrij.[4]
- Weggebruikers mogen militaire colonnes en uitvaartstoeten van motorvoertuigen niet doorsnijden.[5]
- Bestuurders die afslaan, moeten het verkeer (waaronder voetgangers) dat hen op dezelfde weg tegemoet komt of dat op dezelfde weg zich naast dan wel links of rechts dicht achter hen bevindt, voor laten gaan (rechtdoorgaand verkeer op dezelfde weg gaat voor).[6]
  - Deze regel geldt niet voor bestuurders van trams, alle overige bestuurders dienen aan trams voorrang te verlenen.[7]
- Bestuurders die naar links afslaan, moeten tegemoetkomende bestuurders die op hetzelfde kruispunt naar rechts afslaan voor laten gaan (korte bocht gaat voor lange bocht).[8]
  - Deze regel geldt niet voor bestuurders van een tram.[7]
- Bestuurders moeten blinden, voorzien van een witte stok met één of meer rode ringen, en overigens alle personen die zich moeilijk voortbewegen, voor laten gaan.[9]
- Bestuurders moeten voetgangers en bestuurders van een gehandicaptenvoertuig, die op een voetgangersoversteekplaats oversteken of kennelijk op het punt staan zulks te doen, voor laten gaan.[10]
  - Deze regel geldt niet voor bestuurders van een motorvoertuig dat behoort tot een militaire kolonne of een uitvaartstoet van motorvoertuigen.[11]
- Weggebruikers moeten bestuurders van een voorrangsvoertuig voor laten gaan.[12]
- Bestuurders die een stilstaande tram of autobus willen voorbijrijden aan de zijde waar passagiers in- en uitstappen, moeten aan hen daartoe gelegenheid geven.[13]
- Bestuurders die een bijzondere manoeuvre uitvoeren, moeten het overige verkeer ongehinderd voor laten gaan.[14] Bijzondere manoeuvres zijn bijvoorbeeld:
  - wegrijden;
  - achteruitrijden;
  - uit een uitrit de weg oprijden;
  - van een weg een inrit oprijden;
  - parkeren, zowel vooruit als achteruit;
  - keren;
  - van de invoegstrook de doorgaande rijbaan oprijden;
  - van de doorgaande rijbaan de uitrijstrook oprijden;
  - van rijstrook wisselen.
- Binnen de bebouwde kom moeten bestuurders aan bestuurders van een autobus de gelegenheid geven van een bushalte weg te rijden, wanneer de bestuurder van die autobus door het geven van een teken met zijn richtingaanwijzer zijn voornemen om weg te rijden kenbaar maakt.[15]
  - Deze regel geldt niet voor bestuurders van een motorvoertuig dat behoort tot een militaire kolonne of een uitvaartstoet van motorvoertuigen.[16]
- Bestuurders moeten bij haaientanden voorrang verlenen aan bestuurders op de kruisende weg.[17]
- Bestuurders uit een zijweg moeten hen kruisende bestuurders op een voorrangsweg of voorrangskruispunt voorrang verlenen.[18]
- Bestuurders moeten bij bord F5 verkeer – waaronder ook voetgangers – uit de tegengestelde richting voor laten gaan.[19]

### Tram
- Op gelijkwaardige kruispunten krijgen trams voorrang van alle bestuurders.[20]
- Op gelijkwaardige kruispunten moet het verkeer een afslaande tram voor laten gaan.[7]
- Op gelijkwaardige kruispunten moeten afslaande bestuurders een afslaande tram voor laten gaan.[7]

### Trein
- Op bewaakte en onbewaakte overwegen wordt een trein door alle weggebruikers voorgelaten.[4]

### Voetgangers
- Bestuurders die afslaan, moeten voetgangers die hen op dezelfde weg tegemoet komen of die op dezelfde weg zich naast dan wel links of rechts dicht achter hen bevinden, voor laten gaan (rechtdoor op dezelfde weg gaat voor).[6]
- Voetgangers mogen wegen gelegen binnen een erf over de volle breedte gebruiken.[21]
- Bestuurders die een bijzondere manoeuvre uitvoeren moeten voetgangers voor laten gaan.[14]
- Voetgangers moeten het overige verkeer bij een geel knipperend voetgangerslicht voor laten gaan.[22]
- Bestuurders moeten bij bord F6 voetgangers uit de tegengestelde richting voor laten gaan.[19]

### Overige
- Weggebruikers mogen militaire colonnes en uitvaartstoeten van motorvoertuigen niet doorsnijden.[5]
- Verkeerslichten gaan boven verkeerstekens die de voorrang regelen.[23]

### Rotonde
Verkeer op een rotonde heeft tegenwoordig meestal voorrang op het naderende verkeer. Voor 1996 had op een rotonde verkeer van rechts voorrang. Een rotonde werd beschouwd als een (bijzonder) kruispunt, net als een verkeersplein, wat eigenlijk een ringvormige weg met zijwegen is. Officieel geldt nog steeds dat verkeer van rechts voorrang heeft op een rotonde, maar sinds 1996 zijn nagenoeg alle rotondes voorzien van verkeersborden en -tekens om de nieuwe situatie aan te geven.
Ligt er naast de rotonde een fietspad of fiets/bromfietspad, dan is met verkeersborden en verkeerstekens op het wegdek aangegeven wie voorrang heeft. Als stelregel geldt dat bij rotondes binnen de bebouwde kom (brom)fietsers voorrang hebben op verkeer dat de rotonde nadert of verlaat dat pad binnen of buiten de voorrang liggen. Ligt de rotonde buiten de bebouwde kom dan heeft het naderende en de rotonde verlatende verkeer doorgaans voorrang op fietsers die de rotonde vervolgen.

### Veranderde voorrangsregels
- Tijdens de Duitse bezetting (1940-1945) is met ingang van 8 oktober 1941 ingevoerd (tot mei 2001), dat langzaam verkeer (fietsers en bromfietsers) voorrang moest verlenen aan snelverkeer.[24]
- Tot 1991 bestond de categorie B-weg.
- Tot 1991 had een uitvaartstoet dezelfde voorrechten als een militaire colonne. Per juli 2010 heeft een uitvaartstoet weer dezelfde voorrechten als een militaire colonne.

## België
De voorrangsregels zijn hetzelfde als in Nederland, met uitzondering van:
- Trams hebben altijd voorrang, ook op zebrapaden. Dat geldt ook voor de Kusttram.
- Op bergwegen en andere hellende wegen heeft stijgend verkeer voorrang op dalend verkeer. In de praktijk hebben zware voertuigen, zoals bussen, voorrang op lichtere voertuigen.
- Verkeer op een rotonde heeft voorrang.
- Bij voorrang verlenen aan rechts blijft de voorrang zelfs gelden als de bestuurder die voorrang heeft stopt (vroeger verloor hij of zij daardoor zijn of haar voorrang).
- Verkeer (fietsers en bromfietsers) op een doorlopend fietspad heeft voorrang.

## Bijzondere voorrangsregels in andere Europese landen
- Denemarken: een bord met een omgekeerde Y op de autosnelweg duidt aan dat verkeer van een toerit voorrang heeft.
- Duitsland: trams hebben geen absolute voorrang op andere weggebruikers.
- Groot-Brittannië: de belangrijkste weg heeft voorrang, voetgangers hebben voorrang op oversteekplaatsen met knipperbollen.
- Luxemburg, Zwitserland: auto's die uit tegengestelde richting op een kruispunt links afslaan moeten een korte bocht maken.
- Griekenland: verkeer dat de rotonde nadert heeft voorrang op verkeer dat zich al op de rotonde bevindt: rechts heeft dus voorrang.